# Lycaena mandin
Lycaena mandin är en fjärilsart som beskrevs av Henry John Elwes. Lycaena mandin ingår i släktet Lycaena och familjen juvelvingar. Inga underarter finns listade i Catalogue of Life.